# Marcia Freedman

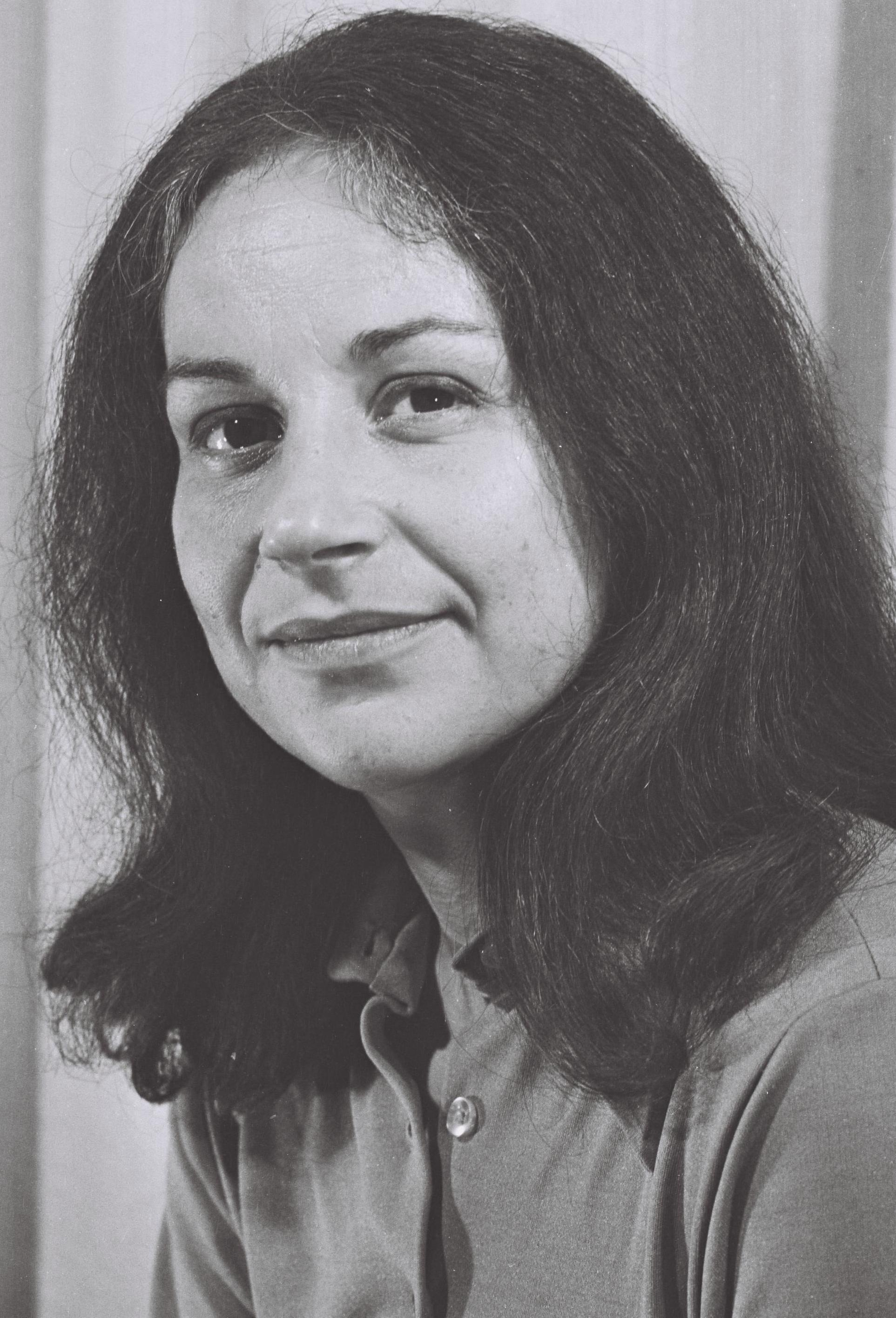
Marcia Freedman (1974)

Marcia Judith Freedman (hebräisch מרשה פרידמן; geborene Prince; * 17. Mai 1938 in Newark; † 21. September 2021 in South Berkeley (Kalifornien)) war eine US-amerikanisch-israelische Aktivistin für Frieden, Frauenrechte und LGBT-Rechte. Von 1974 bis 1977 war sie Mitglied der Knesset.

## Herkunft und Ausbildung
Marcia Freedman wurde 1938 in eine jüdische Familie in Newark, der größten Stadt von New Jersey geboren. Sie studierte später am Bennington College in Vermont und erwarb einen Master of Arts an der New York University.

## Karriere
Zwischen 1960 und 1967 war Marcia Freedman bei der US-amerikanischen Bürgerrechtsbewegung aktiv. 1969 emigrierte sie nach Israel und betätigte sich auch hier bald politisch. Sie wurde bekannt für ihre Bemühungen um eine Änderung des Abtreibungsrechts und erreichte Aufmerksamkeit für die Anliegen der Bürgerrechtsbewegungen.
1973 entschied sich die Frauenrechtsbewegung, die Bewegung Ratz von Shulamit Aloni zu unterstützen, und Freedman kandidierte auf Platz drei der Wahlliste. Bei der Parlamentswahl 1973 gewann Ratz drei Sitze und Freedman wurde Mitglied der Knesset (bis 1977). Ratz schloss sich kurz danach der Bewegung Ya'ad an. Freedman und Aryeh Eliav spalteten sich 1976 ab und gründeten die Social-Democratic Faction, die sich später in Independent Socialist Faction umbenannte. Sie engagierte sich im Parlament auch für Homosexuellenrechte, nachdem sie sich als lesbisch geoutet hatte. Vor der Parlamentswahl 1977 gründete Freedman die Frauenpartei, kandidierte aber nicht selbst für ein Mandat. Die Partei scheiterte an der 1 %-Hürde.
Während ihrer Zeit als Knessetmitglied setzte sich Freedman offen für Frauenfragen ein und machte auch die Öffentlichkeit auf Themen aufmerksam, die in Israel zuvor nie öffentlich diskutiert worden waren, darunter häusliche Gewalt, Brustkrebs, Vergewaltigung, Inzest und jugendliche Prostitution. Darüber hinaus engagierte sich Freedman zunehmend in der Diskussion über den Frieden mit den Palästinensern. Freedman war eine frühe Befürworterin der Schaffung eines unabhängigen palästinensischen Staates. Sie war an der Kommunikation mit der Palästinensischen Befreiungsorganisation beteiligt und unterstützte das, was heute als Zweistaatenlösung bekannt ist. Freedman war die Gründungsvorsitzende von Brit Tzedek v'Shalom (dt.: Allianz für Frieden und Gerechtigkeit), die es als Voraussetzung für das Wohlergehen der israelische Gesellschaft ansah, dass ein gerechter Frieden im israelisch-palästinensischen Konflikt gefunden würde. Dafür müssten die Besetzung der im Sechstagekrieg eroberten Gebiete durch Israel und der palästinensische Terrorismus beendet werden.
Freedman schrieb 1980 einen Artikel mit dem Titel „Feminist Publishing in Israel“ für den Women's Studies Newsletter. Sie beklagte, wie wenige Bücher über Feminismus ursprünglich auf Hebräisch geschrieben wurden und wie gering die Bemühungen um die Veröffentlichung feministischer Schriften waren.
Freedman half beim Aufbau eines Netzwerks zur Unterstützung von Frauen in Israel. Zusammen mit Barbara Swersky und anderen war sie Mitbegründerin des ersten israelischen Frauenhauses für misshandelte Frauen in Haifa (1977). In der Zeit nach 1997 gründete sie die Community of Learning Women, die Ausbildung in Frauenstudien und Informatik anbot.

## Sonstige Aufgaben
Einige Zeit leitete sie als Präsidentin das San Francisco Jewish Film Festival.

## Privates
Freedman schrieb ihre Memoiren mit dem Titel „Exil im gelobten Land“, die sie ihrem Vater widmete, „dessen Beispiel ich weitgehend gefolgt bin“.
Sie war seit 1961 mit Bill Freedman verheiratet, mit dem sie eine Tochter hatte. Marcia Freedman starb am 21. September 2021 im Alter von 83 Jahren. Auch im Jahr 2021 war sie noch die einzige offen lesbische Frau, die Mitglied der Knesset war.

## Weiterführende Literatur
- Paula Amann: Women's studies degree program taking shape at Tel Aviv University. In: J. The Jewish News of Northern California. 23. März 2001, abgerufen am 15. Februar 2008 (englisch).
- Suzi Brozman: 15 Minutes with Marcia Freedman. In: The Atlanta Jewish Times. 20. Oktober 2005, archiviert vom Original am 23. Oktober 2008; abgerufen am 15. Februar 2008 (englisch).
- Larry Derfner: Openly gay Knesset member ripples the establishment. In: J. The Jewish News of Northern California. 11. Oktober 2002, abgerufen am 15. Februar 2008 (englisch).
- Sharon Groves: Interview with Marcia Freedman. In: Feminist Studies. 22. September 2002, abgerufen am 15. Februar 2008 (englisch).
- Alex Irvine: At Home and Abroad. In: The Portland Phoenix. 12. März 2004, archiviert vom Original am 28. Oktober 2008; abgerufen am 15. Februar 2008 (englisch).
- Elaine Kelley: Brit Tzedek's Marcia Freedman Discusses Role of American Jewish Community. In: Washington Report on Middle East Affairs. 2005, S. 49, 51, abgerufen am 15. Februar 2008 (englisch).
- Judith Scherr: Pro-Israel Peace Activist Speaks in Piedmont. In: Berkeley Daily Planet. 23. Januar 2007, abgerufen am 15. Februar 2008 (englisch).